# Te amo! Shabbat Shalom
Te Amo! Shabbat Shalom é um filme que ganhou o prêmio de melhor curta metragem por Júri Popular em sua primeira exibição nos Estados Unidos

## Te Amo! Shabbat Shalom
Uma comédia romântica com um toque especial.

## Sinopse
Uma comédia romântica, em que Ayeme Souza (Aymara Limma) uma atriz se encontra em uma encruzilhada quando tenta conciliar sua carreira em Hollywood e as novas regras de sua conversão religiosa ao judaísmo. Ela passa por uma transformação de vida quando tem que fazer escolhas entre a sua carreira e os seus votos espirituais, as regras religiosas judaicas. Talvez Mike (Anthony Kantor) o seu marido - um advogado judeu quase Ortodóxico, consiga ajudar ou não.

## Prêmios e indicações
“Te Amo! Shabbat Shalom” venceu o prêmio de melhor curta metragem por Juri Popular em sua primeira exibição, no Cinema at the Edge Independent Film Festival, 2014 na California - USA. Selecionado para um festival na Suíça – LIFF (Lucerne International Film Festival). Em 2015 foi selecionado para a competição official do Los Angeles Brazilian film festival (Labrff).